# 이준형 (1971년)
이준형(李俊炯, 1971년 10월 20일 ~ )은 대한민국 서울특별시의회 의원이다.

## 경력
- 2014년 7월 1일 ~ 2018년 4월 26일 : 제7대 서울특별시 강동구의회 의원
- 2018년 7월 1일 ~ 2022년 6월 30일 : 제10대 서울특별시의회 의원
  - 2018.07 ~ 2020.07: 제10대 서울특별시의회 전반기 기획경제위원회 위원
  - 2018.08 ~ 2019.08: 제10대 서울특별시의회 전반기 예산결산특별위원회 위원
  - 2018.09 ~ 2019.09: 제10대 서울특별시의회 청년 특별위원회 위원
  - 2019.08 ~ 2020.08: 제10대 서울특별시의회 윤리특별위원회 위원
  - 2020.07 ~ 2022.06: 제10대 서울특별시의회 후반기 기획경제위원회 위원
  - 2020.09 ~ 2022.06: 제10대 서울특별시의회 일자리대책 특별위원회 위원

## 역대 선거 결과
|  | 34.09% |

|  | 68.15% |

|  | 42.57% |